# Myronivskyi Hliboprodukt
Myronivskyi Hliboprodukt (ukrainien : Миронівський хлібопродукт, boulangerie industrielle de Mironivka; souvent abrégé en MHP) est la plus importante entreprise agroalimentaire d'Ukraine, basée dans la ville de Myronivka (Oblast de Kiev, Ukraine), elle produit plus de 50 % de la production industrielle de la volaille du pays.
Le PDG est le milliardaire Iouri Kosiouk,.
Parmi ses principales marques connues la plus importante est "Nasha Ryaba" qui est produite à Myronivka.
En 2018, le groupe MHP négocie la reprise du groupe français spécialisé dans la volaille Doux.